# Sparrmannia fusciventris
Sparrmannia fusciventris är en skalbaggsart som beskrevs av Karl Henrik Boheman 1857. Sparrmannia fusciventris ingår i släktet Sparrmannia och familjen Melolonthidae. Inga underarter finns listade i Catalogue of Life.